# Itch
Itch è il secondo EP del gruppo musicale inglese Radiohead, pubblicato il 1º giugno 1994 dalla EMI.

## Descrizione
Pubblicato per il solo mercato giapponese, l'EP non contiene materiale originale, ma presenta delle versioni di Killer Cars, You, e Vegetable, disponibili solo in una rarissima edizione in vinile di Creep. Inoltre, fra le altre tracce troviamo una versione più lenta di Stop Whispering distribuita negli Stati Uniti e la stessa versione acustica di Creep che chiude l'EP My Iron Lung. Infine, le tre tracce live sono state registrate presso il Metro di Chicago.

## Tracce
1. "Stop Whispering" (Versione Statunitense) – 4:13
2. "Thinking About You" – 2:17
3. "Faithless, the Wonder Boy" – 4:09
4. "Banana Co." – 2:26
5. "Killer Cars" (Live) – 2:17
6. "Vegetable" (Live) – 3:12
7. "You" (Live) – 3:38
8. "Creep" (Acoustic) – 4:19